# Фестиваль дерунів

На Другому Міжнародному фестивалі дерунів у 2009 році було урочисто відкрито пам'ятник деруну.

Фестиваль дерунів — щорічний фестиваль у Коростені, присвячений дерунам.
Проходить у другу суботу вересня в міському Древлянському парку.
Головне змагання події — кулінарний конкурс на найсмачніші деруни. Визначає переможця журі. За символічну суму кожен може придбати патент дегустатора і таким чином стати членом журі.
На Фестивалі також діє школа дерунярства: досвідчені кухарі вчать усіх охочих готувати деруни. Крім того, на фестивалі представлений стенд з якісним китайським чаєм.

Литвин і Москаленко на Фестивалі Дерунів. Вересень 2009 року

У рамках свята проводяться конкурси на найкращий плакат про деруни, найкращий рецепт дерунів, найкращу пісню, вірш, анекдот, комічну історію про деруни.
Окрім основної програми на фестивалі, як правило, проводять різноманітні вікторини, конкурси, дегустацію місцевих напоїв, виставки, виступи фольклорних ансамблів.

## Історія Фестивалю
На Першому Міжнародному фестивалі дерунів (у 2008 році) коростенці випекли найбільший в Україні дерун. Тоді дерун-рекордсмен заважив 118 кілограмів і потрапив до Книги рекордів України.  
Другий фестиваль (у 2009 році) відзначився тим, що було урочисто відкрито пам'ятник Деруну. У відкритті пам'ятника взяв участь Голова Верховної Ради України Володимир Литвин: «Сьогодні я не думав про політику, адже атмосфера тут по-справжньому домашня, я відчув гостинність поліщуків».
На третьому фестивалі, 25 вересня 2010 року коростенці знову випекли дерун-рекордсмен. Цього разу вже вагою 140 кг.